# Dog Soldiers
Dog Soldiers es una película de terror y acción británica de 2002 escrita y dirigida por Neil Marshall. Fue protagonizada por Kevin McKidd, Sean Pertwee y Liam Cunningham.

## Trama
La historia comienza con una pareja acampando en las Tierras Altas de Escocia. Después de que la joven le regale un abridor de cartas de plata a su novio, ambos son atacados en su tienda de campaña y asesinados. Mientras tanto, en Gales del Norte, un soldado llamado Lawrence Cooper (Kevin McKidd) corre a través de un bosque siendo perseguido por otros hombres. Al ser finalmente capturado, se revela que era parte de un entrenamiento, en el que Cooper participaba con el objeto de unirse a las fuerzas especiales del ejército. Sin embargo, el soldado reprueba al no obedecer a su capitán, Richard Ryan (Liam Cunningham), quien le ordenó matar un perro.
Cuatro semanas después, un escuadrón de seis soldados del Ejército Británico, incluyendo Cooper, llega a las Tierras Altas de Escocia en un helicóptero. La operación está a cargo del sargento Harry G. Wells (Sean Pertwee), y forma parte de un entrenamiento en conjunto con el Servicio Aéreo Especial del ejército. Sin embargo, al llegar al campamento del otro grupo lo encuentran destruido, siendo el único sobreviviente el capitán Ryan. Aunque el escuadrón ayuda a Ryan a vendar su herida, el capitán se niega a contarles lo que ocurrió. Después de esto, los miembros del escuadrón comienzan a ser atacados por unas criaturas que no logran identificar. Tras el ataque muere uno de los soldados y el sargento Wells es herido. Mientras huyen de las criaturas, el escuadrón se encuentra con una zoóloga llamada Megan, quien los lleva en su vehículo a una cabaña abandonada. Al caer la noche, la cabaña es rodeada por las criaturas, que resultan ser hombres lobo.
Después de que las criaturas destruyan el vehículo de Megan, los soldados deciden atrincherarse en la cabaña y resistir los ataques hasta que amanezca. Cuando descubren que las municiones comienzan a escasear, los personajes planean huir en una camioneta que está en el granero. El soldado Spoon se encarga de distraer a la criaturas, mientras el recluta Joe intenta hacer funcionar el vehículo. Sin embargo, Joe es asesinado por un hombre lobo que estaba escondido en la camioneta. Tras esto, Ryan les revela que el gobierno envió a su escuadrón con el objeto de capturar a una de las criaturas y poder estudiarla, pero no contaban con que hubiera más de un hombre lobo. Según Ryan, el grupo de Wells era simplemente una carnada para atraer a las criaturas. Después de contar esto, Ryan se transforma en un hombre lobo, debido a la herida que tenía, y escapa al bosque.
Los soldados restantes hacen explotar el granero, donde según Megan podrían estar las criaturas. Sin embargo, después de hacerlo Megan les confiesa que no solo los hombres lobo no estaban allí, sino que ella misma es una licántropa. Después de matar a Megan, Cooper y Wells corren al segundo piso de la cabaña, mientras Spoon se refugia en la cocina. Los hombres lobo entran a la casa y se enfrentan a los soldados, matando a Spoon. Wells, quien también había sido herido por las criaturas, se sacrifica y hace explotar la cabaña mientras Cooper se esconde en el sótano. Allí, Cooper descubre los cadáveres de otras víctimas, y es sorprendido por el único hombre lobo sobreviviente, Ryan. Cooper logra derrotarlo clavándole el abridor de cartas de plata, y disparándole en la cabeza. Finalmente, al final de la película, se muestran fotogramas de la película donde se puede apreciar a los licántropos. También se muestra la portada un periódico de prensa amarilla, Express Mail, en que se publica el resultado del partido de fútbol entre Inglaterra y Alemania; y una foto del único soldado superviviente, Cooper, con el titular: «Hombres lobo se comieron a mi pelotón».

## Reparto
- Kevin McKidd ... Lawrence Cooper
- Sean Pertwee ... Sargento Harry G. Wells
- Emma Cleasby ... Megan
- Liam Cunningham ... Capitán Richard Ryan
- Darren Morfitt ... Phil "Spoon" Witherspoon
- Chris Robson ... Joe Kirkley
- Leslie Simpson ... Terry Milburn
- Thomas Lockyer ... Bruce Campbell

## Recepción
Dog Soldiers recibió, en general, una respuesta positiva por parte de la crítica cinematográfica. La película posee un 76% de comentarios "frescos" en el sitio web Rotten Tomatoes, basado en un total de 29 críticas. Según Jamie Russell de la BBC, la película "está llena de orgullosa energía, algunos momentos realmente desagradables, y algunos ingeniosos chistes internos sobre el género".